# Dianthus lindbergii
Dianthus lindbergii är en nejlikväxtart som beskrevs av Harald Harold Udo von Riedl. Dianthus lindbergii ingår i släktet nejlikor, och familjen nejlikväxter. Inga underarter finns listade i Catalogue of Life.